# Első Kaj Leo Johannesen-kormány
Az első Kaj Leo Johannesen-kormány Feröer kormánya volt 2008. szeptember 26. és 2011. november 14. között. Kaj Leo Johannesen (Sambandsflokkurin) volt a miniszterelnök; a minisztereket a Sambandsflokkurin, a Fólkaflokkurin és a Javnaðarflokkurin adták. A kormány – elődjével ellentétben – passzívan viszonyult a függetlenség kérdéséhez.
2011. április 6-án a Fólkaflokkurin kilépett a kormányból, mivel nem értett egyet a gazdaságpolitikával, ezzel ez lett Feröer történetének első kisebbségi kormánya. Május 4-én átalakították a kormányt: a miniszterelnök átvette a külügyminiszteri feladatokat is, a gazdasági miniszter a halászatot, az egészségügy-miniszter a belügyet az önkormányzati ügyek kivételével, amelyek a kulturális miniszterhez kerültek.

## Fordítás
- Ez a szócikk részben vagy egészben a Kaj Leo Johannesens første regjering című norvég Wikipédia-szócikk ezen változatának fordításán alapul.  Az eredeti cikk szerkesztőit annak laptörténete sorolja fel. Ez a jelzés csupán a megfogalmazás eredetét és a szerzői jogokat jelzi, nem szolgál a cikkben szereplő információk forrásmegjelöléseként.